# Jacob Grein
Jacob Grein (* unbekannt; † unbekannt) war Landwirt und Abgeordneter.
Jacob Grein war der Sohn von Peter Grein (* 23. April 1756 in Bauschheim; † 23. März 1823 auf Hof Goldstein). Der Vater war Hofbeständer (Pächter) auf Hof Goldstein bei Schwanheim und Frankfurter Bürger. Nach dem Tod des Vaters wurde Jacob Grein Hofbeständer auf Hof Goldstein. Die Mutter war Catharina geborene Reinheimer († 21. April 1816). Jacob Grein, der evangelischer Konfession war, war mit Catharina geborene Fischer verheiratet.
1839 wurde Jacob Grein für die Gruppe der Grundbesitzer in die Deputiertenkammer der Landstände des Herzogtums Nassau gewählt. Im gleichen Jahr noch legte er das Mandat nieder.